# Arches Provincial Park
Arches Provincial Park är en provinspark i Newfoundland och Labrador i Kanada. Den ligger på västra kusten av Newfoundlands Great Northern Peninsula, mellan samhällena Daniel's Harbour och Parson's Pond. Parken öppnades 1972.